# Schaafijs

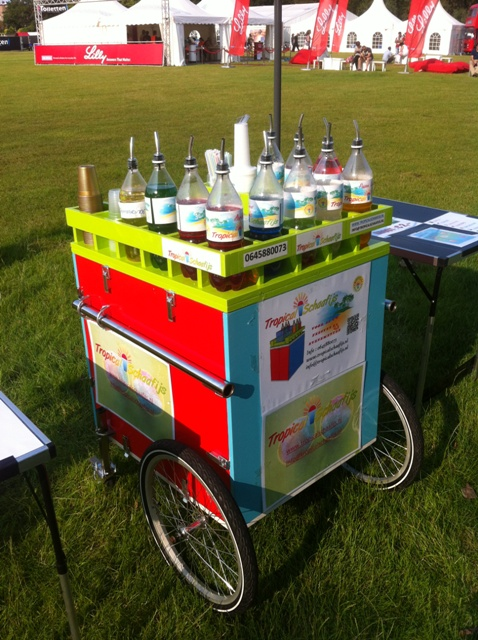
Schaafijskar

Schaafijs is een soort consumptie-ijs dat vooral bekend is in Indonesië, Brits West-Indië, Vietnam, Japan, Suriname, Venezuela en Brazilië, maar ook in de Verenigde Staten waar het bekend is onder de naam snow cone.
Op een kar wordt een blok ijs geplaatst. Dit ijs wordt geschaafd met een metalen ijsschaaf. Het ijsschaafsel wordt opgevangen in de ijsschaaf en daarna in een beker geplaatst. Vervolgens wordt het ijs met siroop overgoten. Siroopsmaken die vaak terug te zien zijn op zo'n "schaafkar" zijn: cola, kokos, tamarinde, amandeldrank (orgeade, (h)orchatta), passievrucht (markusa/maracuja) en ananas. Ook in Nederland komt dit verschijnsel steeds vaker voor, zo rijden in de Bijlmer tijdens de zomermaanden meerdere "schaafijsmannen" op karren rond door de wijken en ook wordt het verkocht op Surinaamse festivals als Kwakoe en Ketikoti. Daarnaast zijn er ook winkels geopend, die schaafijs verkopen. Al lijken de smaken in de Nederlandse verkoop enigszins aangepast te zijn aan de Nederlandse cultuur en smaak, met smaken als aardbeien, frambozen, kersen, appel en sinaasappel.

## Schaafijsgerechten in verschillende culturen
- Surinaams schaafijs
- Kakigōri, Japans schaafijs
- Tshuah-ping : Taiwanees schaafijs
- Bingsu : Koreaans schaafijs
- Halo-halo : Filipijns schaafijs (afgeleid van het Japanse Kakigori)
- Es campur en Es teler : Indonesisch schaafijs
- Namkhaeng sai en O-aew : Thais schaafijs
- Ais Kacang (ABC): Maleisisch schaafijs
- Grattachecca: Italiaans schaafijs populair in Rome
- Granita: Italiaans schaafijs populair in Sicilië
- Hawaiiaans schaafijs: Hawaïaans schaafijs